# 주상환
주상환(朱祥煥)은 조선시대의 판소리 명창이다. 전라남도 창평에서 태어났다. 주덕기의 아들로 그는 아버지에게서 판소리를 배웠다. 심청가를 잘했으며, 그의 더늠은 심청가 중 심봉사가 젖동냥하는 대목이다. 